# Plandon Cay
Plandon Cay est une des îles Caïcos dans le territoire des îles Turks-et-Caïcos.